# Cochrane (miasto w Chile)
Cochrane – miasto i gmina w południowym Chile, w prowincji Capitán Prat, w regionie Aisén. Ludność: 2867 mieszk. (2002), z tego ludność miejska – 2217, a wiejska – 650.

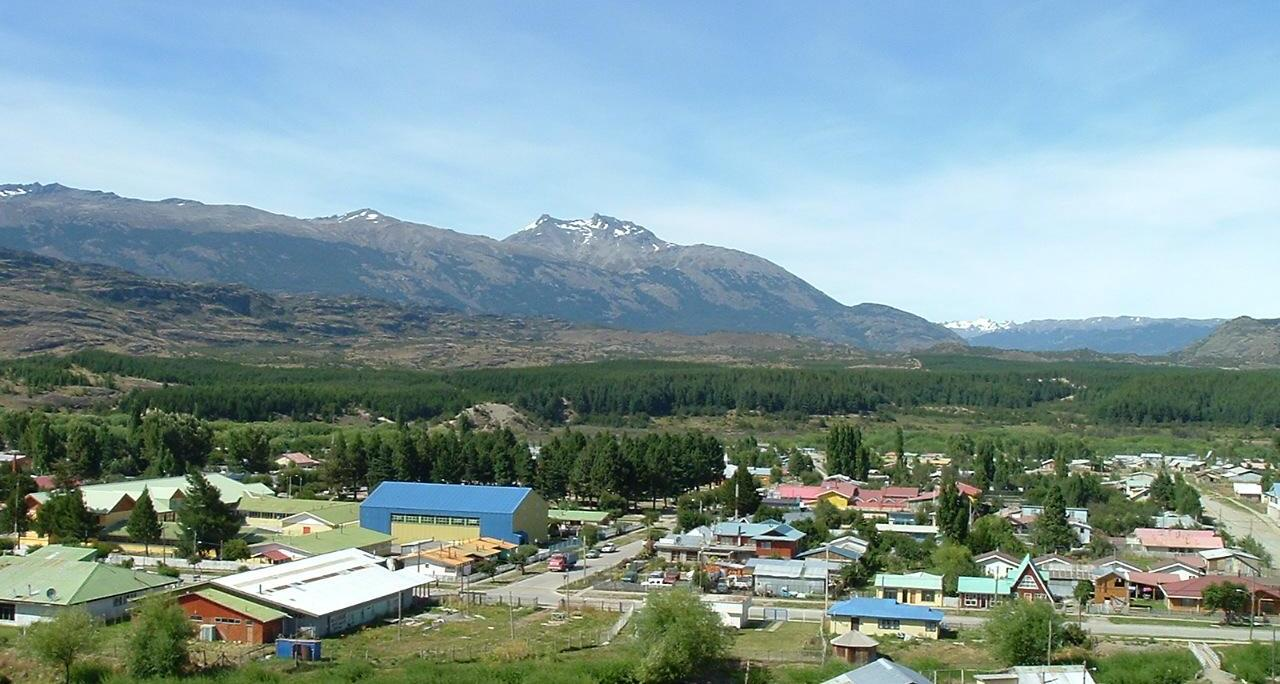
Widok na miasto Cochrane

Mapa gminy Cochrane w regionie Aisén

Miasto zostało założone w 1954 jako Pueblo Nuevo. Później zmieniło nazwę na obecną, by uhonorować Thomasa Cochrane'a, brytyjskiego kapitana, a później admirała chilijskiej marynarki, który przyczynił się do uzyskania niepodległości przez Chile.
W 1988 miasto uzyskało połączenie drogowe z resztą kraju po otwarciu Carretera Austral.
W pobliżu miasta znajduje się szczyt Monte San Lorenzo (3706 m n.p.m.), znany również jako Cerro Cochrane. Na zachód od miasta znajduje się jezioro Cochrane.